# علی‌آباد (بابلسر)
علی‌آباد، روستایی است از توابع بخش مرکزی شهرستان بابلسر در استان مازندران ایران.رودخانه بابلرود علی آباد را به دو بخش شمالی و جنوبی تقسیم میکند و زیبایی روستا رو چندین برابر کرده،مردم ان به گویش مازندرانی صحبت میکنند.این روستا از سه محله مختلف به نامهای علی آباد، میان محله علی آباد و پایین محله علی آبادتشکیل شده است و دارای سه مسجد می باشد.این روستا پنچ شهید گرانقدر به نامهای حسن تیموری،رحیم میرشمسی،ناصر علی نسب،رحمان حسنعلی نتاج و قدمعلی خیراله نسب به انقلاب هدیه کرده است. 
این روستا در دهستان بابلرود قرار داشته و براساس آخرین سرشماری مرکز آمار ایران که در سال ۱۳۸۵ صورت گرفته، جمعیت آن ۱۵۴۲نفر (۴۱۲خانوار) بوده‌است.